# Paolo D'Antoni
Paolo D'Antoni (Trapani, 8 luglio 1895 – Palermo, 29 agosto 1982) è stato un politico italiano.

## Biografia
Laureato in filosofia e in giurisprudenza, avvocato.
In gioventù fu attratto dal movimento politico di Nunzio Nasi. Fu Consigliere comunale di Trapani nel 1920. Durante il fascismo si dedicò all'avvocatura.
Il 14 agosto 1943 fu chiamato dagli Alleati a reggere la Prefettura di Trapani,, poi nel 1944 quella di Palermo (16 maggio - 7 dicembre 1944). Nel 1945 divenne Prefetto Ispettore, in servizio presso l'Alto Commissario per la Sicilia, che per alcuni mesi resse ad interim (6 agosto – 31 ottobre 1946). Dal 31 ottobre 1946 al 31 maggio 1947, ne fu vicecommissario.
Nel maggio 1947 viene eletto all'Assemblea regionale siciliana nel collegio di Trapani, nelle liste della DC, di cui diviene capogruppo. È nominato assessore ai trasporti e nel 1949, vice presidente dell'Assemblea..
Fu rieletto al Parlamento siciliano nel 1951 nel collegio di Trapani, quando ruppe con la DC e fondò la Concentrazione Autonomista, che ottenne tre deputati all'Ars, tra cui lui.
Rieletto nel 1955 come indipendente con il PCI, fu uno dei protagonisti dell'elezione a presidente della Regione di Silvio Milazzo, nel cui primo governo fu vicepresidente della Regione e assessore alla Pubblica istruzione..
Dopo la crisi del milazzismo, lasciò il PCI e dal 1961 al 1963 fu assessore al Bilancio e poi alle Finanze per il PRI. Non fu rieletto nelle elezioni del 1963.